# Laura Vanessa Vásquez
Laura Vanessa Vásquez Rivas (20 de abril de 1990) es una deportista salvadoreña que compitió en taekwondo. Ganó una medalla de plata en el Campeonato Panamericano de Taekwondo de 2010, en la categoría de –57 kg.

## Palmarés internacional
| Campeonato Panamericano | Campeonato Panamericano | Campeonato Panamericano | Campeonato Panamericano |
| Año                     | Lugar                   | Medalla                 | Categoría               |
| ----------------------- | ----------------------- | ----------------------- | ----------------------- |
| 2010                    | Monterrey (México)      | Medalla de plata        | –57 kg                  |